# Ordre dense
La notion d'ordre dense est une notion de mathématiques, en lien avec la notion de relation d'ordre.

## Ensemble ordonné dense en lui-même

### Définition
Un ensemble ordonné (E, ≤) est dit dense en lui-même, ou plus simplement dense, si, pour tout couple (x, y) d'éléments de E tels que x < y il existe un élément z de E tel que x < z < y.
Par exemple, tout corps totalement ordonné est dense en lui-même alors que l'anneau ℤ des entiers relatifs ne l'est pas.

### Propriétés
Cantor a démontré que tout ensemble totalement ordonné, dénombrable et dense en lui-même sans maximum ni minimum est isomorphe à l'ensemble ℚ des rationnels muni de l'ordre usuel : voir l'article « Théorème de Cantor (théorie des ordres) ». C'est notamment le cas, toujours pour l'ordre usuel, de ℚ*, de ℚ+*, de ℚ ⋂ ]0,1[, de l'ensemble des nombres dyadiques, ou encore celui des nombres réels algébriques.

## Sous-ensemble dense d'un ensemble ordonné

### Définition
Un sous-ensemble X d'un ensemble ordonné (E, ≤) est dit dense dans E si, pour tout couple (x, y) d'éléments de E tels que x < y, il existe un élément z de X tel que x < z < y (donc une infinité).

### Exemples
La notion d'ensemble ordonné dense en lui-même n'est que le cas particulier où X = E.
Dans le segment réel [0, 1] (muni de l'ordre usuel), l'intervalle ouvert ]0, 1[ est dense. De même (par isomorphisme d'ensembles ordonnés) dans la droite réelle achevée ℝ = {–∞}∪ℝ∪{+∞}, ℝ est dense.
Dans tout corps archimédien, le sous-ensemble ℚ des rationnels est dense et dans tout corps totalement ordonné L, si un sous-corps propre K ⊊ L est dense alors son complémentaire L\K aussi. (Ainsi, ℚ et ℝ\ℚ sont denses dans le corps ℝ des réels.)

### Lien avec la topologie
Si E est un ensemble ordonné, les intervalles ouverts forment une prébase d'une topologie appelée « topologie de l'ordre ».
Dans ce cas, un sous-ensemble X de E qui est dense au sens précédent de la relation d'ordre est bien dense dans E au sens de cette topologie. Cependant, la réciproque est fausse : un ensemble ordonné est toujours dense dans lui-même pour la topologie de l'ordre (comme pour n'importe quelle topologie) sans être nécessairement dense en lui-même pour sa relation d'ordre, comme le montre l'exemple de ℤ pour l'ordre usuel.